# A String of Pearls
A String of Pearls er en amerikansk stumfilm fra 1912 af D. W. Griffith.

## Medvirkende
- Dorothy Bernard.
- Charles West.
- Kate Bruce.
- Blanche Sweet.
- William J. Butler.